# Новоданиловка (село, Казанковский район)
Новоданиловка (укр. Новоданилівка) — село в Казанковском районе Николаевской области Украины.
Население по переписи 2001 года составляло 142 человек. Почтовый индекс — 56020. Телефонный код — 5164. Занимает площадь 0,373 км².

## Местный совет
56020, Николаевская обл., Казанковский р-н, с. Дмитро-Беловка, ул. 70-летия Октября, 21